# Râul Ghenea
Râul Ghenea este un curs de apă, afluent al râului Pianu. 